# Siegfried Schumacher
Siegfried Schumacher (* 9. August 1926 in Oderberg; † 10. Juni 2018 in Bad Freienwalde (Oder)) war ein deutscher Kinderbuchautor.

## Leben
Schumachers Eltern zogen 1937 nach Bad Freienwalde, wo er das Gymnasium mit dem Notabitur abschloss. Nach Krieg und Kriegsgefangenschaft wurde er Neulehrer. Er studierte in Leipzig am Institut für Literatur „Johannes R. Becher“ und lebte seit 1962 mit seiner Ehefrau Hildegard (1925–2003) als freischaffender Künstler in Bad Freienwalde. Beide gründeten 1964 dort und im damaligen Bezirk Frankfurt (Oder) den Zirkel „Schreibende Schüler“. Er schrieb seit 1965 Kinderbücher gemeinsam mit seiner Ehefrau. 
Schumacher war in Bad Freienwalde auch politisch aktiv. Er gehörte nach 1989 zu den dortigen Gründungsvätern der SPD und war mehrere Jahre Stadtverordnetenvorsteher. 2005 verlieh ihm die Stadt Bad Freienwalde die Ehrenbürgerwürde.
Er starb 2018 im Alter von 91 Jahren.

## Bücher
Zum größten Teil als Koautor von Hildegard Schumacher:
- Ramme sucht Beweise. Illustrationen von Kurt Klamann, Berlin 1965
- Die Geburtstagsstrasse. Berlin 1967
- Entscheidung in der Schlangenbucht. Illustrationen von Kurt Klamann, Berlin 1868
- Reini und sein Freund der Funker. Berlin 1969
- Der Zauberlöwe. Berlin 1969
- Unser Ferkel Eduard. Berlin 1970
- Sommerinsel. Berlin 1971
- Die Riesenwelle. Berlin 1973
- Andy, Chef der Familie. Berlin 1975
- Pfeif auf 'ne Perücke. Berlin 1978
- Kirschenkosten. Berlin 1978
- Der Junge mit dem großen schwarzen Hund. Berlin 1980 (Verfilmung 1986)
- Der Brillenindianer. Berlin 1982
- Susis sechs Männer. Berlin 1984
- Eine Schwalbe macht noch keinen Sommer. Berlin 1985
- Andys Reise ins Morgenland. Berlin 1987
- Wie Daniel Dornröschen wachküsst. München 1993
- Fast ein Sonntagskind. Jacobsdorf 2005
- Davongekommen. Jacobsdorf 2008